# مرسدس-بنز تی۸۰
مرسدس بنز تی۸۰ (به انگلیسی: Mercedes-Benz T80) خودرویی شش چرخ بود که توسط شرکت مرسدس بنز ساخته شد. این خودرو توسط فردیناند پورشه طراحی و توسعه داده شد. تی۸۰ به این دلیل طراحی شد که رکورد سرعت در سطح زمین را کاهش دهد، اما هرگز تولید نشد. این پروژه با وقوع جنگ جهانی دوم متوقف شد. 

## اطلاعات فنی
- وزن کل: ۲٬۸۹۶ کیلوگرم (۶٬۳۸۵ پوند)
- قدرت: ۳٬۰۰۰ اسب بخار (۲٬۲۳۷ کیلووات؛ ۳٬۰۴۲ اسب بخار متری)       در 3200 دور در دقیقه [۱]
- موتور: ۴۴٫۵ لیتر (۲٬۷۱۶ اینچ مکعب)
- چرخ ها: (6) 7 X 31
- طول: ۸٫۱۲۸ متر (۲۶ فوت ۸ اینچ)
- عرض (بدنه بدون بال): ۱٫۷۵۳ متر (۵ فوت ۹٫۰ اینچ)
- عرض (بدنه با بال): ۳٫۲۰ متر (۱۰ فوت ۶ اینچ)
- ارتفاع: ۱٫۲۴۵ متر (۴ فوت ۱ اینچ)
- ضریب درگ: 0.18
- سرعت: بین ۵۵۰–۷۵۰ کیلومتر بر ساعت (۳۴۰–۴۷۰ مایل بر ساعت) تخمین زده می شود

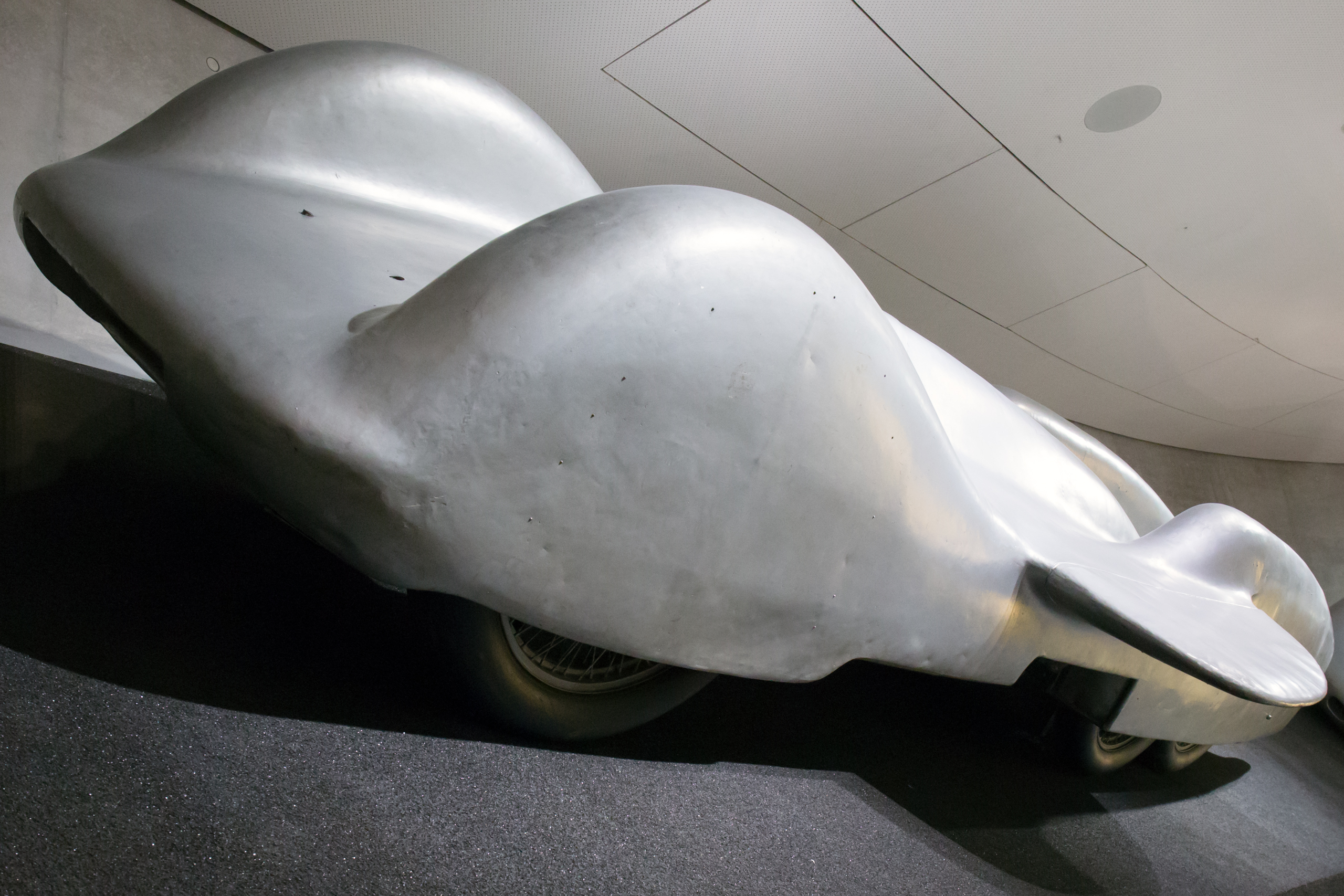
نمای پایین
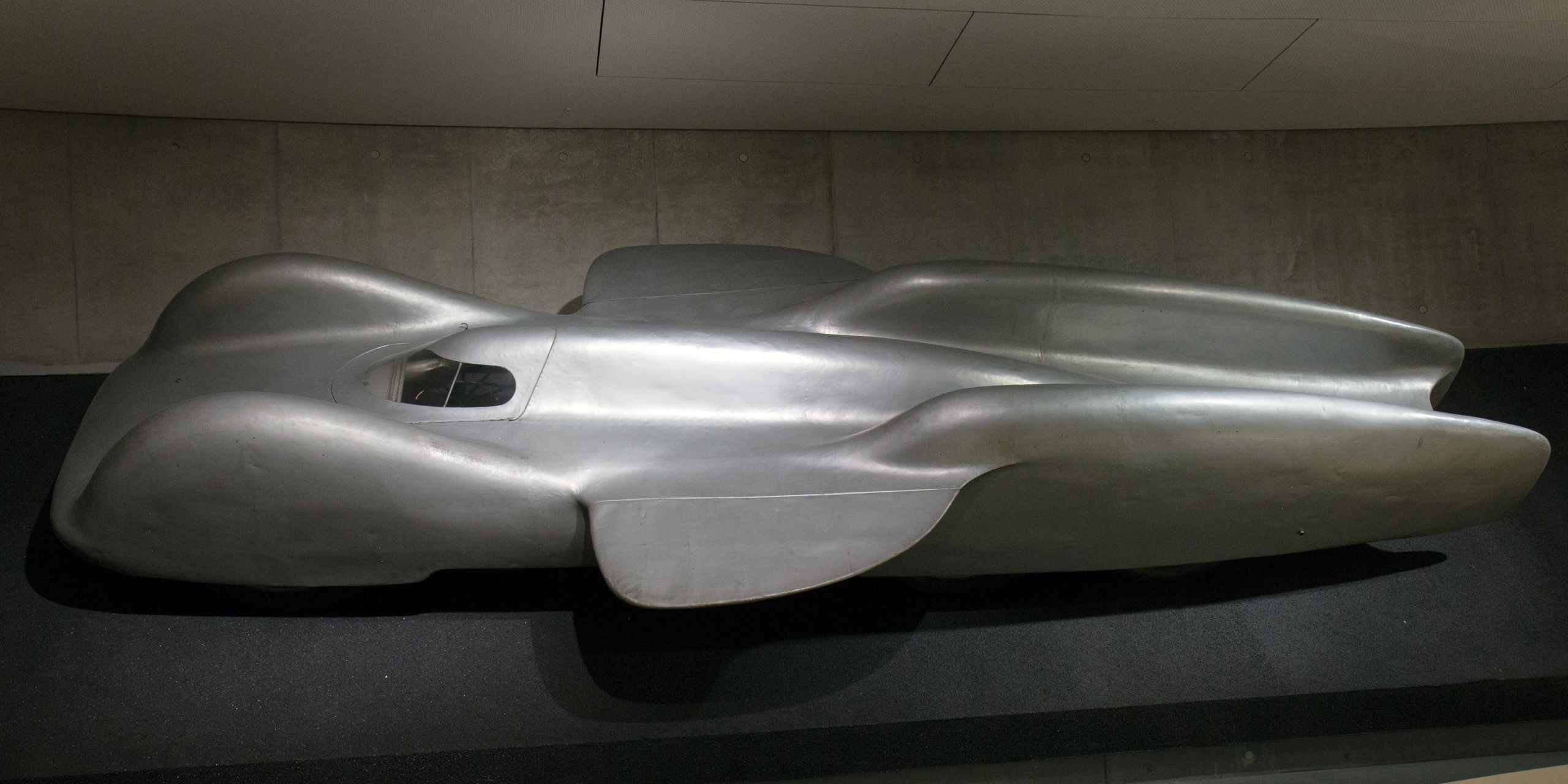
نمای کنار
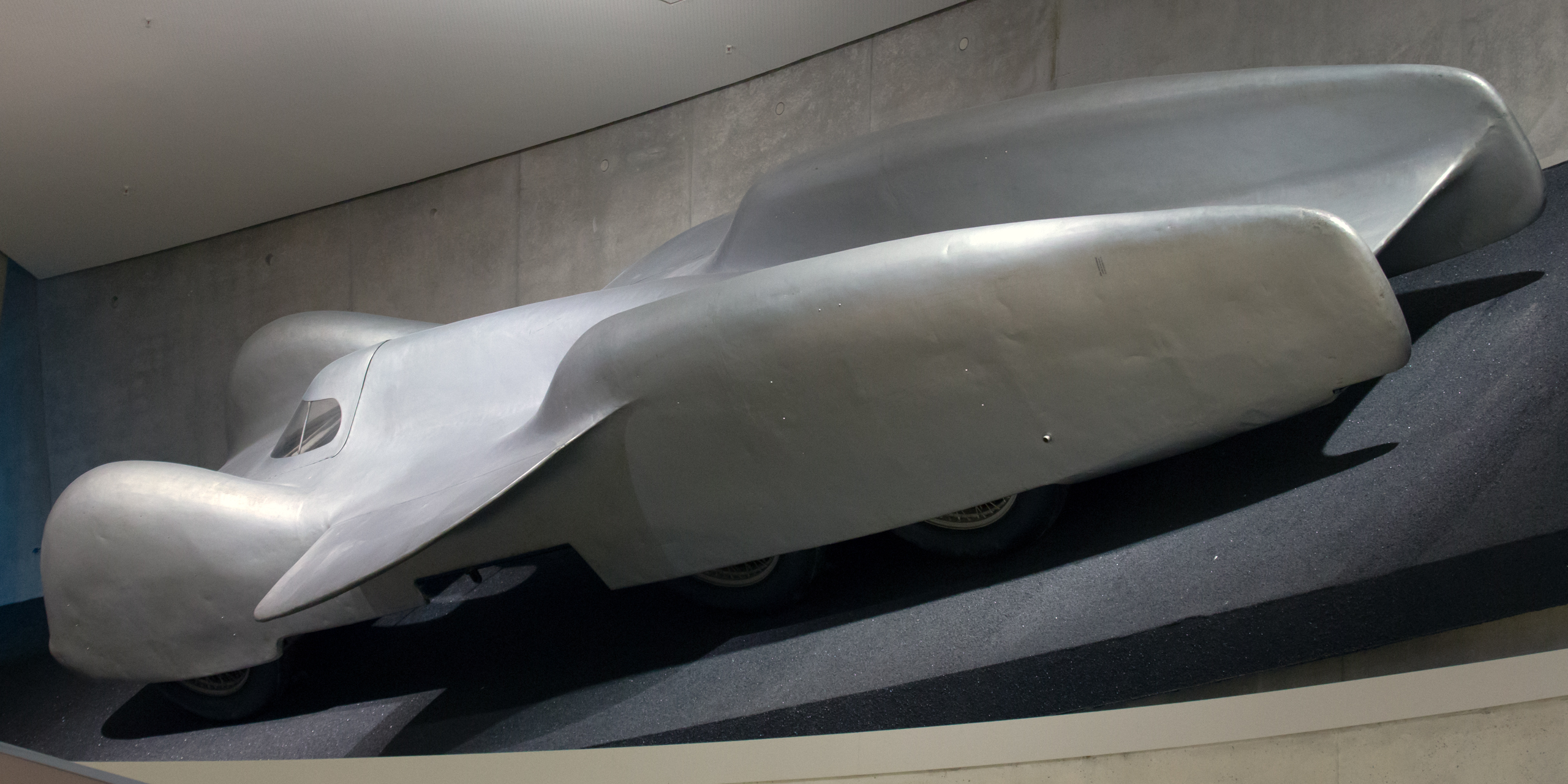
نمای عقب

## نام‌های T80
- رسمی: مرسدس بنز T80
- پورشه: مرسدس رکوردواگن (ماشین رکورد)
- میکل: Hochgeschwindigkeitsrennwagen (اتومبیلرانی با سرعت بالا)
- هیتلر: شوارتزر ووگل (پرنده سیاه)